# Simonetta Spiri
Simonetta Spiri (Sassari, Itália, 26 de Janeiro de 1984) é uma cantora italiana. 
Tornou-se conhecida pelo público em geral em 2007, como resultado da participação no talent show "Amici di Maria De Filippi", onde foi eliminada no quarto episódio da noite.

## Discografia

### Álbuns
- 2009 – Il mio momento
- 2013 – Quella che non vorrei

### Singles
- 2009 – Il mio momento
- 2010 – Passa anche l’estate
- 2010 – Ti sento ancora qui
- 2011 – Aura
- 2012 – Dopo mi uccidi (feat. Madback)
- 2013 – Altrove (feat. Madback)
- 2013 – La forza del perdono
- 2013 – Lontano da qui
- 2013 - Ti salvo il cuore
- 2014 – Io & Te

### Participação
- 2008 –  Ti brucia no videoclip Il migliore degli inganni